# (26808) Takeoroumon
(26808) Takeoroumon est un astéroïde de la ceinture principale découvert en 1982.

## Description
(26808) Takeoroumon a été découvert le 14 novembre 1982 à l'observatoire de Kiso, un observatoire astronomique situé sur le mont Ontake au Japon, par Hiroki Kosai et Kiichiro Hurukawa.

### Caractéristiques orbitales
L'orbite de cet astéroïde est caractérisée par un demi-grand axe de 2,53 UA, un périhélie de 2,18 UA, une excentricité de 0,14 et une inclinaison de 3,88° par rapport à l'écliptique. Du fait de ces caractéristiques, à savoir un demi-grand axe compris entre 2 et 3,2 UA et un périhélie supérieur à 1,666 UA, il est classé, selon la JPL Small-Body Database, comme objet de la ceinture principale.

### Caractéristiques physiques
(26808) Takeoroumon a une magnitude absolue (H) de 14,2 et un albédo estimé à 0,303.